# Thor: Svijet tame
Thor: Svijet tame (eng. Thor: The Dark World) je film iz 2013. godine redatelja Alana Taylora.
Film, temeljen na superjunaku Marvel Comicsa Thoru, producirao je Marvel Studios, a distribuirao Walt Disney Studios Motion Pictures. Glume Chris Hemsworth, Natalie Portman, Tom Hiddleston, Anthony Hopkins, Stellan Skarsgård, Idris Elba, Christopher Eccleston, Adewale Akinnuoye-Agbaje, Kat Dennings, Ray Stevenson, Zachary Levi, Tadanobu Asano, Jaimie Alexander i Rene Russo.
Nastavak Thora (2011.), osmi je film u Marvel Cinematic Universu. Scenarij su napisali Christopher Yost, Christopher Markus i Stephen McFeely. 
U filmu, Thor je prisiljen udružiti se sa svojim bratom Lokijem kako bi spasio Devet kraljevstva od Mračnih vilenjaka, predvođenih zlim Malekithom, koji namjerava gurnuti cijeli svemir u tamu.

## Radnja
Prije tisuće godina, Bor, Odinov otac, poražen u krvavoj bitci kod Svartalfheima mračni vilenjaci predvođeni Malekithom, koji su željeli preuzeti Aether, fluidni materijal obdaren ogromnom snagom koji, iskorištavajući vrlo rijetko poravnanje planeta nazvanih "Konvergencija", mogao bi vratiti svemir u izvornu tamu. Asgardijac, vjerujući da je nemoguće uništiti takav materijal, odlučio ga je sakriti u takozvanom "svijetu tame", dok Malekith i njegov pouzdani pomagač Algrim bježe s bojišta.
U sadašnjosti, Loki je zatvoren u zatvoru zbog svojih zločina na Zemlji. Thor, tri ratnika i Lady Sif su zauzeti vraćanjem mira u Devet kraljevstva, opljačkani i uništeni od strane Maraudersa. Na Zemlji Jane i njezini stažisti Darcy Lewis i Ian otkrivaju senzacionalno otkriće: u zgradi u Londonu otkrivaju točku u kojoj gravitacija kao da prestaje a stvari nestaju. Jane ide sama u potragu za izvorom ove anomalije i nalazi se u svijetu tame, gdje pronalazi Aethera, koji je uzima. Prevezena natrag na Zemlju dimenzionalnim prolazom, Jane susreće Thora, koji je stigao tamo jer mu je Heimdall rekao da je nema. Ratnik otkriva da je Aether ušao u nju i odlučio je odvesti u Asgard kako bi je izliječio. Nakon što su ponovno aktivirali Aether, Malekith i tamni vilenjaci također se probude. Algrim, nakon što se zamaskirao, namjerno uspijeva biti zatvoren u kraljevskoj palači Asgard, ali jednom doveden do ćelije pretvara se u "Prokletog" Po imenu Kurse, stječući brutalnu silu, uspijevajući pobjeći i osloboditi sve zatvorene pljačkaše.
Malekith dolazi u Odinovu sobu s prijestoljem, a zatim ubija kraljicu Asgarda pod očima Thora, koji, zaslijepljen bijesom, pokušava ubiti Malekitha, koji se povlači. Nakon Frigginog sprovoda, Odin odluči zatvoriti Bifrǫst. Thor uvjerava svoje prijatelje da mu pomognu pobjeći tajno iz Asgarda. Thor i Jane, zajedno s Lokijem, oslobođen od strane Thora u zamjenu za osvetu Frigge, koja im je obojici bila draga, uspijevaju izaći iz Asgarda, na kraju stigavši u carstvo tamnih vilenjaka. Uočen Malekith, Loki izdaje Thora i dostavlja Jane vladaru tamnih vilenjaka, koji izvlači Aether iz djevojčinog tijela. Međutim, sve je to bio trik koji je osmislio Thor, koji se, nakon što se uzdigao, krenuo na neprijatelje, ali skoro biva poražen od Kursea. Loki žuri bratu u pomoć, ali unatoč tome što je uspio uništiti Kursea, Kurse ga je smrtno ranio. Malekith koristi priliku da pobjegne na Zemlju, jer će se Konvergencija uskoro ponoviti. Nakon što se pomirio s Thorom, Loki umire.
Thor i Jane se vraćaju na Zemlju zahvaljujući dimenzionalnom prolazu. U međuvremenu, Darcy i Ian oslobodili su Erika Selviga iz azila, zatvorenog nakon što je izgubio razum zbog Lokijevog mentalnog ispiranja, jer je osjetio mjesto gdje će se konvergencija odvijati: Greenwich. Jednom tamo, Thor se sukobljava s Malekithom, dok Jane, Selvig, Ian i Darcy pokušavaju odgurnuti nekoliko preostalih tamnih vilenjaka. Thor uspijeva pobijediti Malekitha teleportirajući ga u Svartalfaheimr s uređajem koji je izumio Selvig. Tuđinski brod se srušio riskirajući da padne na Thora i Jane, ali Selvig ga je uspio transportirati do Svartalfaheimra gdje, nastavljajući svoj pad, završava razbijanjem Malekitha. Vraćajući se u Asgard, Thor odbija prijestolje kako bi nastavio borbu za zaštitu Devet kraljevstva, što nije mogao slobodno učiniti kao kralj. Odin mu taj izbor dopušta i Thor, nakon što mu zahvali, odlazi. Čim ode, Odin se preobražava otkrivajući se kao Loki, koji je, nakon što je preživio, zauzeo mjesto kralja Asgarda.
Na pola odjavne špice Sif i Volstagg dostavljaju Aether Taneleeru Tivanu, koji, zadovoljan, otkriva da mu fale samo pet dragulja. U sceni nakon odjavne špice, Thor se vraća u London kako bi bio s Jane.

## Glumci
- Chris Hemsworth kao Thor: prijestolonasljednik Asgarda i temelji se na istoimenom božanstvu nordijske mitologije.
- Natalie Portman kao Jane Foster: astrofizičarka zaljubljena u Thora.
  - Elsa Pataky supruga Chrisa Hemswortha glumi Jane nakon odjavne špice jer je Natalie Portman već bila zauzeta na drugom setu.
- Tom Hiddleston kao Loki: Thorov posvojeni brat i neprijatelj na temelju istoimenog božanstva.
- Anthony Hopkins kao Odin: kralj Asgarda, otac Thora i posvojitelj Lokija.
- Stellan Skarsgård kao Dr. Erik Selvig: Janein učitelj i njezin kolega znanstvenik.
- Idris Elba kao Heimdall: sveslušljiviji i najsvečaniji Asgardian, kao i čuvar Bifrǫst mosta, koji se temelji na nordijskoj mitologiji.
- Christopher Eccleston kao Malekith: jedan od tamnih vilenjaka Svartálfaheimra.
- Adewale Akinnuoye-Agbaje kao Algrim / Kurse: mračni vilenjak, prisiljen boriti se protiv Thora od Malekitha.
- Kat Dennings kao Darcy Lewis: ssistentica Jane Foster u znanstvenim istraživanjima.
- Ray Stevenson kao Volstagg: jedan od Trojice ratnika koji su Thorovi najbliži prijatelji. Volstagg je najpoznatiji po apetitu i veličini.
- Zachary Levi kao Fandral: on je također jedan od Trojice ratnika, okarakteriziran je kao "neukrotivi plašt i mač" i romantičar.
- Tadanobu Asano kao Hogun: on je treći član Trojice ratnika, poznat je po svom tužnom karakteru.
- Jaimie Alexander kao Lady Sif: Asgardski ratnik i Thorov prijatelj iz djetinjstva. Ovaj se lik također temelji na istoimenom nordijskom božanstvu.
- Rene Russo kao Frigga: Odinova žena i kraljica Asgarda, ona je Thorova maćeha i Lokijeva posvojiteljica.

### Cameo
- Stan Lee u ulozi pacijenta instituta mentalne higijene.
- Chris Evans kao Steve Rogers / Capitan America: Loki se pretvara u superheroja na nekoliko sekundi tijekom jedne scene.
- Benicio del Toro kao Taneleer Tivan / Collector: njegov lik igrat će važnu ulogu u Čuvarima galaksije.
- Ophelia Lovibond kao Carina Walters: asistentica i kći Collector.
- Chris O'Dowd kao Richard: jedan čovjek zaljubljen u Jane.
- Tony Curran kao Bor: Odinov otac.
- Alice Krige kao Eir: Asgardska čarobnica.

### Eliminirani likovi
Jedan od redateljevih obećanja o Thoru: Svijet tame, trebao je prikazati više Asgarda nego u prvom poglavlju i stoga je za film bilo planirano umetnuti nekoliko likova iz stripova koji pripadaju izvanzemaljskom svijetu i od kojih su nastala umjetnička djela i skice. Nažalost, mnogi od njih su potpuno odbačeni, a nekolicina preostalih prebačena je u pozadinsku ulogu do te mjere da su potpuno bili nevažni. To je slučaj Clivea Russella u ulozi Tyra, Boga rata, i Richarda Brakea u ulozi Andera, kapetana Einherjara koji, iako su se u vijestima oglašavali kao članovi glumačke ekipe, u filmu nemaju govornu ulogu pojavljujući se samo u nekoliko kadrova, a da se nisu ni istaknuli. Redatelj Alan Taylor nekoliko je puta govorio o tome kako je Marvel Studios nekoliko puta vraćao svoj originalni projekt, čak i nakon završetka snimanja filma. Eliminirani likovi su: Grendel, Recorder, Mangog, Durok, Valkyries, Enchantress Amora, Executioner Skurge i drugi pozadinski likovi iz različitih rasa Devet svjetova.
Osim toga, izvorno su Tri ratnika morala imati oklop/dizajn mnogo vjerniji stripu, a sam Thor morao je nositi svoju tradicionalnu krilatu kacigu.

## Produkcija

### Razvoj
U travnju 2011., prije objavljivanja filma Thor, predsjednik Marvel Studija Kevin Feige rekao je da će nakon Osvetnika "Thor krenuti u novu avanturu". Kenneth Branagh, redatelj Thora, odgovorio je na njegove komentare rekavši: "Ovo je mala novost za mene. Ono što bih želio reći je da sam entuzijastičan. Morat ću pričekati da vam publika kaže hoće li biti drugog dijela, a onda ako je ovo ugodan razgovor koji smo vodili između svih nas, bilo bi uzbudljivo. Ali mislim da također imam previše praznovjerne irske krvi u sebi da mislim da se Thor 2 može proizvesti, ali ako Marvel to kaže mislim da se to može dogoditi." Kevin Feige kasnije je objasnio da će Marvel Studios procijeniti Thorovu zaradu 2011. godine, prije nego što je najavio nastavak, ali je izjavio da Don Payne radi na idejama na radnji drugog dijela. Otkrio je i da postoje mnoga mišljenja o povratku Thora, ali da je u ovom trenutku najviše pozornosti usmjereno na prvi film.
U lipnju 2011. godine Walt Disney Studios postavio je 26. srpnja 2013. kao datum izlaska nastavka u Sjedinjenim Državama u kojem je glumac Chris Hemsworth ponovio svoju ulogu superheroja. Osim toga, objavljeno je da se Kenneth Branagh neće vratiti kao redatelj, ali bi volio biti uključen u produkciju. Kasnije Marvel je službeno angažirao Dona Paynea, jednog od scenarista prvog filma, da za drugi snimi scenarij. U kolovozu 2011. godine Brian Kirk ušao je u neposrednu fazu pregovora, kako bi režirao nastavak Thora za Marvel Studios i Disney. Ovaj film prvi je režirao Kirk s velikim filmskim budžetom, nakon televizijske serije za HBO, Showtime i za BBC, uključujući Igru prijestolja. Idris Elba, koji je u prvom filmu glumio Heimdalla, rekao je da ima planove za nastavak.
U rujnu iste godine Tom Hiddleston potvrdio je da će se vratiti u nastavku, ali je nagađao da u filmu moraju preuzeti odgovornost za ono što je učinio. Patty Jenkins, redateljica 'Monstera (2003.) i pilot epizode serije The Killing (2011.) (koja je emitirana na AMC-u), započela je početne pregovore s Marvel Studiosom i Disneyjem o režiji filma nakon što se Brian Kirk povukao. U istom mjesecu Kevin Feige izjavio je da će nastavak doslovno odvesti Thora na druge svjetove i da je to prije svega put lika, njega, Jane Foster i nove dinamike s ocem na kojoj radi, kao i širi ulozi nego Devet svjetova.
Joshua Dallas, koji je igrao Fandral, u listopadu je rekao da se namjerava vratiti u Asgard. Dana 13. listopada 2011. pomaknuo je datum izlaska filma na 15. studenog 2013. Istog dana, Marvel je potvrdio da će Jenkins režirati nastavak, a Natalie Portman će se vratiti kao suradnica.

### Pretprodukcija
U prosincu 2011. godine Patty Jenkins napustila je projekt. Također je izjavila da je naporno radila u Marvelu, da je ostala sa svojim kolegama u dobrim odnosima i da se raduje ponovnoj suradnji s njima. Tri dana kasnije "The Hollywood Reporter" izvijestio je da Marvel razmišlja o angažiranju Alana Taylora i Daniela Minahana za redatelje koji će zamijeniti Patty Jenkins. Časopis je također izvijestio da je Marvel bio usred zapošljavanja novog pisca s namjerom prepisivanja scenarija Dona Paynea, popis mogućih pisaca su činili: John Collee, Robert Rodat i Roger Avary. Kasnije tog mjeseca, Alan Taylor, najpoznatiji po režiji epizoda HBO-ove fantasy serije Igra prijestolja, izabran je za režiju nastavka.
U siječnju 2012. godine Tom Hiddleston izjavio je da bi snimanje trebalo početi u Londonu na ljeto iste godine. Također u siječnju, postalo je poznato da je Marvel Studios angažirao Roberta Rodata (pisca Spašavanje vojnika Ryana) da prepravi nastavak Sljedećeg dana, Jaimie Alexander, koja je glumila Sif u prvom filmu, rekla je da je imala malo rasprave u Thoru 2, ali da će definitivno pokušati to učiniti zabavnim. Također je rekla da su upravo nagovorili Alana Taylora da režira nastavak i stvarno su uzbuđeni, kao i željni vidjeti što će ta promjena donijeti.
U travnju 2012. godine Chris Hemsworth (u filmu igra ulogu Thora) potvrdio je da bi snimanje trebalo početi u kolovozu iste godine, u Londonu. Hemsworth je također otkrio da će film imati izgled pod utjecajem Vikinga, elaborirajući: "Mislim da je Thorov znanstveno-fantastični element... opasnost koja malo pada u njegovom svijetu gdje je teško baciti svjetlo. Također mislim na velike slapove i planine, a posebno na vikinški utjecaj, iz kojeg je izrasla ova vrsta nordijske mitologije. U Asgardu sve postaje još posebnije i to je ono što Alan Taylor želi donijeti." U travanjskom intervjuu Kevin Feige je rekao da, iako se odnos Thora i Lokija promijenio nakon događaja u Osvetnicima, velik dio Thora 2 vratit će se tamo gdje je stao s Janeinim uvjetima, prepričavajući što se događa u Devet svjetova, a Asgardci više neće moći koristiti Bifrǫst. Feige je također rekao da će, za razliku od Lokija, biti negativac još jači od potonjeg. Nekoliko dana kasnije stog mjeseca, objavljeno je da će Ray Stevenson reprizirati svoju ulogu Volstagga.
U svibnju je Mads Mikkelsen započeo razgovore kako bi glumio jednog od negativaca u filmu. Istog dana, "Deadline Hollywood" je izvijestila da je Anthony Hopkins, koji je glumio Odina u prvom filmu, također pozvan da glumi u nastavku. Krajem mjeseca Disney je pomaknuo datum izlaska filma u SAD-u na tjedan dana ranije, tj. 8. studenog 2013.
Joshua Dallas je u lipnju objavio da neće reprizirati svoju ulogu Fandrala, zbog svoje predanosti televizijskoj seriji Once Upon a Time. Istog dana, "The Hollywood Reporter" je izvijestio da Marvel razmišlja o zamjeni Joshue Dallasa Zacharyjem Levijem, koji je također trebao sudjelovati u prvom filmu, ali to nije učinio jer je bio zauzet televizijskom serijom Chuck. Njegovo sudjelovanje u "The Tonight Show with Jay Lenom" kasnije je potvrđeno. Također u lipnju, Stellan Skarsgård potvrdio je da će se vratiti, navodeći da će novim filmom Lars von Trier pokušati spojiti Thora 2, koji će započeti u kolovozu do kraja prosinca.
U srpnju 2012. godine Mads Mikkelsen je u jednom intervjuu izjavio da se neće pojaviti u nastavku zbog obveza preuzetih s televizijskom serijom Hannibal. U San Diegu 2012 na Comic-Con Internationalu najavljeno je da će film biti naslovljen: Thor: The Dark World. Kasnije tog mjeseca, stanovnici u blizini Bourne Wooda, Surrey, Engleska, obaviješteni su da će film radnog naziva Thursday Mourning biti snimljen na tom području. "Comic Book Resources" tvrdio je da će se film zvati Thor: Svijet tame.
U kolovozu iste godine Christopher Eccleston bio je uključen u završne pregovore o ulozi Malekitha. Nekoliko dana kasnije otkriveno je da će film biti snimljen na Islandu, gdje je Alan Taylor snimio neke isječke Igre prijestolja. Također, u kolovozu je objavljeno da će Kat Dennings reprizirati svoju ulogu Darcy Lewis. Kasnije, Adewale Akinnuoye-Agbaje izabran je za ulogu Algrima / Kurse. Krajem mjeseca filmska ekipa "Thursday Mourning" započela je izgradnju seta u Stonehengeu, u blizini Amesburyja u Engleskoj.

### Snimanje
Snimanje je započelo u ponedjeljak 10. rujna 2012. u Longcross Studiju, Bourne Wood, Surrey. Thorov koautor Stan Lee rekao je na Comikaze Expo 2012 da će imati cameo nastup u filmu. Nekoliko tjedana kasnije, Clive Russell dobio je ulogu Tyra, a Richard Brake kao kapetan Einherjar. Krajem mjeseca, Jaimie Alexander je ozlijeđena na setu u Londonu, zbog poskliznuća tijekom šetnje po kiši. U listopadu 2012. produkcija se preselila na Island, a snimanje se nastavilo u Dómadaluru, Skógafossu, Fjaðrárgljúfur i Skeiðarársandur. "Iceland Review" opisao je snimanje kao jedno od najvećih koje je Island ikada vidio. Krajem listopada započelo je snimanje na Old Royal Naval Collegeu u Greenwichu u Londonu. Također tog mjeseca, Disney je najavio da će film biti objavljen i u 3D-u. Glumica Jaimie Alexander napisala je na Twitteru da je snimanje završilo 14. prosinca 2012. godine.

## Glazba
U kolovozu 2012. godine Patrick Doyle rekao je da je imao intervju s redateljem o potencijalnom povratku soundtracka filma. U ožujku je objavljeno da će Carter Burwell skladati glazbu filma. Međutim, ubrzo nakon toga skladatelja je zamijenio Brian Tyler, koji je već skladao soundtrack za film Iron Man 3, zbog kreativnih razlika. Tyler je rekao da je prethodni film imao "stav i "bio" utemeljen na ograničenjima", dok je Thorov film dopuštao "sveopće kraljevske teme koje bi mogle biti epske koliko sam ih mogao napraviti". Skladatelj je opisao Svijet tame kao "znanstvenofantastični susret klasičnog srednjovjekovnog rata", što je dovelo do rezultata koji je crpio iz djela oba žanra kao što su Ratovi zvijezda i Gospodar prstenova. Azam Ali je istaknuti vokal na partituri. Soundtrack je digitalno objavljen 28. listopada 2013. godine.

## Distribucija
U ožujku 2013. godine Marvel je najavio izdavanje dvaju izdanja uvoda u stripove koje su napisali Craig Kyle i Christopher Yost i umjetnik Scot Eaton u lipnju 2013.
Film je objavljen u američkim kinima 8. studenog 2013., dok je hrvatski datum izlaska bio dan ranije. Prvi trailer za film objavljen je na internetu 23. travnja 2013., a bio je objavljen u kinima 3. svibnja 2013. istovremeno s izdavanjem Iron Mana 3 u kinima. 7. kolovoza objavljen je drugi trailer za film. Za promociju filma Tom Hiddleston pojavio se na Comic-Conu 2013. u kostimu Lokija.

## Nastavci

### Thor: Ragnarok
Treći nastavak Thora objavljen 3. studenog 2017., u režiji Taike Waititija. Eric Pearson i Craig Kyle - Christopher Yost napisali su scenarij, s producentom Kevinom Feigeom. Hemsworth, Hiddleston, Hopkins, Elba, Asano, Levi i Stevenson repriziraju svoje uloge Thora, Lokija, Odina, Heimdalla, Hoguna, Fandrala i Volstagga, dok se Mark Ruffalo i Benedict Cumberbatch pojavljuju kao Bruce Banner / Hulk i Doktor Strange, ponavljajući svoje uloge iz prethodnih MCU filmova. Cate Blanchett, Tessa Thompson, Jeff Goldblum i Karl Urban pridružuju se glumačkoj postavi kao Hela, Valkyrie, Grandmaster i Skurge.

### Thor: Love and Thunder
Četvrti film pod nazivom Thor: Love and Thunder trebao bi biti objavljen 11. veljače 2022. Hemsworth i Thompson reprizirat će svoje uloge, a Portman i Alexander vratit će se nakon odsutnosti iz Ragnaroka, a Christian Bale pridružit će se glumačkoj postavi kao negativac Gorr The God Butcher. Portman će prikazati svoj lik kako preuzima Thorov plašt, sličan stripovima.

## Vanjske poveznice
- Službena stranica
- Thor: Svijet tame u internetskoj bazi filmova IMDb-a